# Олімпійський стадіон (Амстердам)
Олімпійський стадіон в Амстердамі (нід. Olympisch Stadion) — багатофункціональний стадіон у місті Амстердам, Нідерланди, в наш час[коли?] є Олімпійським музеєм. Побудований в 1928 році як головна арена Літніх Олімпійських ігор 1928 року, є першим Олімпійським стадіоном, на якому була зведена спеціальна вежа з чашею для запалювання Олімпійського вогню. Вміщує 31 600 глядачів. До 1996 року був другою домашньою ареною футбольного клубу Аякс, що проводило на Олімпійському стадіоні деякі важливі, супроводжувані підвищеним глядацьким інтересом матчі (основною ареною клубу був стадіон Де Мер). Однак після відкриття в 1996 році стадіону Амстердам-Арена, розрахованого на 51 000 глядачів, необхідність у використанні стадіону для футбольних матчів у клубу відпала. У період з 1972 по 1980 роки був домашньою ареною футбольного клубу Амстердам. Іноді стадіон був місцем проведення матчів національної збірної з футболу. Перший матч збірна Голландії провела на стадіоні 30 травня 1928 проти збірної Уругваю в рамках Олімпійського футбольного турніру, матч завершився з рахунком 0:2. Остання міжнародна гра на стадіоні відбулася 6 вересня 1989 року, товариський поєдинок проти збірної Данії завершився з рахунком 0:2.

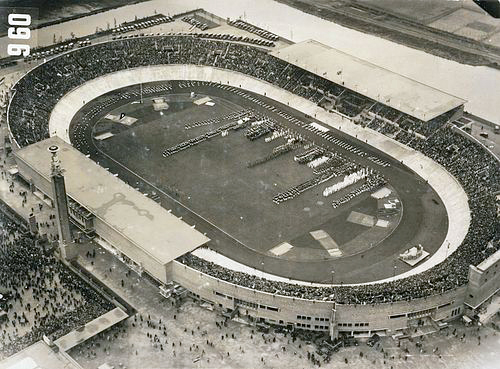
Стадіон під час проведення Олімпійських ігор 1928 року.

Двічі стадіон був місцем проведення фінальних турнірів європейських футбольних кубків. 1962 року у фіналі Кубка Чемпіонів Бенфіка переграла Реал Мадрид з рахунком 5:3. 1977 року у фіналі Кубка володарів Кубків Гамбург переграв Андерлехт з рахунком 2:0. 1987 року влада Амстердама виступила з пропозицією знести стадіон, однак у підсумку було ухвалено рішення зберегти стадіон як архітектурний та історичний пам'ятник. У період з 1996 року по 2000 рік на стадіоні були проведені реставраційні роботи, в результаті яких стадіону повернули оригінальний вигляд 1928 року. Протягом багатьох років стадіон традиційно використовується як стартовий і фінішний майданчик Амстердамського марафону. У липні 2016 року Олімпійський приймав Чемпіонату Європи з легкої атлетики  ,